# Pediana paradoxa
Pediana paradoxa là một loài nhện trong họ Sparassidae.
Loài này thuộc chi Pediana. Pediana paradoxa được Arthur Stanley Hirst miêu tả năm 1996.